# Little People
Little People é uma marca de brinquedos voltada para o público pré-escolar, produzida pela Fisher-Price desde os anos 60. A linha consiste em pequenos bonecos que são encaixados em cenários plásticos de brinquedo, semelhante a linha Playmobil e Lego.
Alguns desenhos animados e filmes especiais baseados na franquia foram distribuídos por meio de DVDs. A primeira série em desenho animado baseada na linha de brinquedos foi feita em stop-motion e foi lançada em 2002, no Brasil foi transmitida pelo Discovery Kids (de 2004 até 2013) e pela TV Cultura nas manhãs de 2007. Em Portugal, estreou na 2: (RTP2) em (de 2004 a 2015)
Em 2014 quando a Mattel estava promovendo melhor suas franquias por meio de desenhos animados para internet tinha planos para uma série em cel-shading da franquia, porém depois de alguns curtas musicais e um episódio ser divulgado o resultado não serviu de agrado para a empresa. No entanto posteriormente a empresa voltou com o projeto e lançou um novo desenho animado em 2016 totalmente em CGI e para televisão. A Mattel fechou contrato com a Discovery Kids e TV Cultura para a transmissão da nova série. Em Portugal estreou no Canal Panda em 2016.